# Gastón Sessa
Gastón Alejandro Sessa (La Plata, Buenos Aires, Argentina, 15 de abril de 1973) es un exfutbolista argentino que jugaba como arquero.

## Trayectoria
Comenzó su carrera profesional en Estudiantes de La Plata pero dadas sus pocas chances de jugar como titular se fue a jugar en 1995 a Huracán de Corrientes, por ese entonces en la Segunda división argentina, con quien ascendió en su primer año pero no pudo evitar el descenso al año siguiente. En 1997 pasó a Rosario Central donde sus buenas actuaciones lo llevaron a Racing. Su buen nivel en su primera temporada en Racing lo llevaron a ser adquirido por River en 1999. En dicho club a pesar de ganar sus primeros dos títulos profesionales, el Torneo Apertura 1999 y el Clausura 2000, estuvo siempre a la sombra de Roberto Bonano, por ese entonces arquero titular de la Selección Argentina. Por dicha razón regresó a Racing en 2000 en un momento complicado económica y futbolísticamente para el club.
En 2001 comienza una nueva etapa en su carrera ya que llega a Vélez donde alcanzó su pico de rendimiento y ganó su primer título como titular, el Clausura 2005. Su única experiencia europea fue un fugaz paso por la Unión Deportiva Las Palmas de España, donde estuvo cedido seis meses. En 2007 Sessa fue transferido al Barcelona SC ecuatoriano.
A pesar de haber comenzado su carrera en Estudiantes L.P, el confesó ser hincha de su club rival, Gimnasia, equipo al que finalmente llegó, cumpliendo el sueño de su carrera, el 1 de julio de 2008. En el Clausura 2011, tras varios errores defensivos suyos y con el club peleando por la permanencia, perdió el puesto a favor de Fernando Monetti. Tras el descenso de su club al final de la temporada, dejó el Lobo para volver a Corrientes, esta vez en Boca Unidos, donde estuvo hasta mediados del 2013.
En junio de 2013 se confirmó su contratación por un año por parte de Villa San Carlos. Su arribo se debió al deseo del jugador de estar más cerca de sus seres queridos, por lo cual él mismo se contactó con la dirigencia del club para abrir las posibilidades.
El 29 de septiembre de 2016 anunció su retiro como jugador profesional tras 23 años de trayectoria.
En diciembre de 2017 se anuncia su vuelta al fútbol, tras acordar su llegada a Atlético Chascomús. Luego de un año en el club, decide retirarse definitivamente del futbol.

### Polémicas
Sessa ha sido siempre un jugador polémico dentro y fuera de la cancha. En 2002 fue suspendido por diez fechas tras agredir al árbitro Sergio Pezzotta luego de ser expulsado en un partido entre Vélez Sársfield y San Lorenzo. Durante su breve paso por Las Palmas en 2004 también tuvo conflictos con los directivos del club.
El arquero vivió una situación complicada a fines de 2004 jugando para Vélez cuando un grave error suyo en la última fecha del Apertura 2004 dio lugar al gol de Santiago Hirsig para Arsenal de Sarandí, en lo que fue la apertura del marcador. A pesar de que su equipo pudo empatar el partido no se produjo la victoria que hubiera significado la oportunidad de jugar un partido desempate con quien se consagró campeón de ese torneo, Newell's. Por dicha situación fue duramente criticado por su hinchada durante gran parte del torneo siguiente. En 2005 le dijo al árbitro Daniel Giménez, durante un partido entre Vélez y Gimnasia de Jujuy, que un gol de su propio equipo convalidado por este era ilegítimo dado que la pelota había ingresado al arco por un agujero en la parte externa de la red.
Otro incidente ocurrió en 2006 cuando jugando para Vélez reaccionó de mala manera ante la expulsión de su compañero Lucas Castromán en un partido ante Lanús por la Copa Sudamericana. Un año más tarde, Sessa fue sancionado con dos días de arresto por realizar gestos obscenos en el Estadio Chateau Carreras de Córdoba durante un encuentro entre Vélez y Belgrano donde también agredió a Pablo Heredia quien era un alcanzapelotas en aquel tiempo.
Aun así, su hecho más polémico ocurrió en 2007 en un partido contra Boca Juniors, válido por la fase de octavos de final de la Copa Libertadores de América de ese año. Allí, Sessa fue duramente criticado por una parte la prensa y por algunos exprofesionales, cuando, en una jugada en la que fue a buscar el balón para despejarlo golpeó (de manera accidental, según sus propias palabras), con la base de su botín al jugador Rodrigo Palacio. El árbitro Héctor Baldassi expulsó al arquero inmediatamente. El arquero, luego, fue desafectado del plantel de Vélez Sársfield hasta el fin del Torneo Clausura, denunciado por actitud criminal,calificado como "loco" por José Sanfilippo y como "indefendible" por el entrenador Ricardo La Volpe.Años después, Sessa fue consultado acerca de este episodio en el programa 90 minutos y afirmó que se debió a un rodillazo de Ledesma donde termina rengueando, esto dio pie a la provocacion de la hinchada de Boca y decidió en consecuencia golpear al primero que venga, reconociendo que fue una jugada innecesaria.
Después de su salida de Gimnasia en 2011, ha tenido una relación difícil con el club. El mismo año inició una acción legal contra Gimnasia reclamándole el pago de una deuda. Tras esto, volviendo a La Plata como arquero de Boca Unidos, fue insultado y silbado por los hinchas triperos.
En 2012, jugando para Boca Unidos contra Independiente Rivadavia agredió a un pasapelotas nuevamente. Le pegó un pelotazo y fue expulsado. Tras el partido se bajó del micro de su equipo para pelear con un hincha de Independiente. Por agresión en la vía pública, fue demorado y llevado a la comisaría sexta.
El 5 de marzo de 2015 jugando para Boca Unidos ya con 41 años volvió a agredir a un jugador de All Boys que estaba tirado en el suelo, pisándolo violentamente con sus dos pies. El árbitro lo expulsó de manera directa.
En 2016 jugando para Villa San Carlos, Sessa golpeó y agarró del cuello a un árbitro. Por esta acción fue suspendido durante 15 fechas.
El 4 de febrero de 2018 jugando el Federal C para el Club Atlético Chascomús, el Gato fue protagonista de otro incidente golpeando a un hincha del club Estrella de Berisso ocasionandole un corte en la nariz.

## Clubes
| Club                        | País      | Año       |
| --------------------------- | --------- | --------- |
| Estudiantes de La Plata     | Argentina | 1993-1995 |
| Huracán de Corrientes       | Argentina | 1995-1997 |
| Rosario Central             | Argentina | 1997-1998 |
| Racing Club                 | Argentina | 1998-1999 |
| River Plate                 | Argentina | 1999-2000 |
| Racing Club                 | Argentina | 2000-2001 |
| Vélez Sarsfield             | Argentina | 2001-2004 |
| Las Palmas                  | España    | 2004      |
| Vélez Sarsfield             | Argentina | 2004-2007 |
| Barcelona SC                | Ecuador   | 2007-2008 |
| Gimnasia y Esgrima La Plata | Argentina | 2008-2011 |
| Boca Unidos                 | Argentina | 2011-2013 |
| Villa San Carlos            | Argentina | 2013-2014 |
| Boca Unidos                 | Argentina | 2015      |
| Villa San Carlos            | Argentina | 2016      |
| Atlético Chascomús          | Argentina | 2018      |

## Palmarés

### Campeonatos nacionales
| Título           | Club                    | País      | Año    |
| ---------------- | ----------------------- | --------- | ------ |
| Nacional B       | Estudiantes de La Plata | Argentina | 1995   |
| Nacional B       | Huracán de Corrientes   | Argentina | 1996   |
| Primera División | River Plate             | Argentina | A-1999 |
| Primera División | River Plate             | Argentina | C-2000 |
| Primera División | Vélez Sársfield         | Argentina | C-2005 |

### Distinciones individuales
| Distinción                   | Año  |
| ---------------------------- | ---- |
| Premio Ubaldo Matildo Fillol | 2008 |